# Остоя Котроманич
Остоя Котроманич (на босненски: Stjepan Ostoja) е крал на Босна от 1398 г. до 1404 г. по врeме на първото си управление и от 1409 до 1418 г. при второто си управление. Представител на династията Котроманичи, според най-разпространената версия е извънбрачен син на Твръдко I.
След като Елена Груба вече не била удобна за босненската аристокрация, тя била сменена като през 1398 г. на трона бил поставен Остоя Котроманич, за което един от основните инициатори бил боляринът Хървое Вукчич. Противник на унгарския крал Сигизмунд Люксембургски, Вукчич желаел да стои на престола негова креатура, която да може напълно да контролира. Интересно е да се отбележи, че срещу бившата кралица не последвали никакви репресии и тя продължила да живее в кралския двор. Крал Сигизмунд бил прекалено зает с войните си с хърватите и османците, за да отправи големи военни сили в Босна, затова след няколко сблъсъка унгарската армия отстъпила.
Силно зависим от Хървое Вукчич, Остоя подкрепял Ладислав Анжуйски като претендент за унгарската корона, но след известно време вероятно осъзнавайки малките шансове на Ладислав, а по всяка вероятност опитвайки се и да се откопчи от властта на Вукчич, сключил неочаквано мир с крал Сигизмунд, което предизвикало острата враждебност на Хървое Вукчич.
През 1404 г. Хървое Вукчич заедно с останалите боляри отстранили Остоя от властта, качвайки на трона Твъртко II, който отново бил тяхна марионетка. Остоя бил принуден да бяга в Унгария и да моли Сигизмунд за помощ. Унгарският крал му предоставил войска, но Остоя успял да завладее единствено крепостта Бобовац, където се укрепил с унгарския гарнизон.
Няколко години по-късно, когато крал Сигизмунд обърнал войната с хърватите в своя полза, ситуацията и в Босна се променила. Най-после кралят имал възможност да хвърли срещу Босна по-сериозни военни сили и през 1408 г. 60-хилядната му армия сложила край на могъществото на Вукчич, а Остоя Котроманич получил обратно трона си. След повторното си възцаряване Остоя се признал за васал на унгарския крал. След смъртта на Хървое Вукчич през 1416 г. Остоя се оженил и за неговата вдовица Елена Нелипчич като изгонил предишната си съпруга Куява Радинович. С този брак Остоя придобил и по-голямата част от владенията на Вукчич.

## Семейство
Първият брак на Остоя, сключен още преди да бъде коронован, бил с Витаца, с която се наложило да се разведе след като бил избран за крал, тъй като тя нямала аристократично потекло. Не е известно дали от този брак е имал деца. Скоро след това през 1399 г. Остоя сключил втори брак с Куява Радинович, спечелвайки си подкрепата на нейния род Раденовичи. От този брак имал син Стефан Остоич. Шестнадесет години по-късно Остоя се развел и с Куява, за да се ожени за Елена Нелипчич, вдовицата на неговия враг Хървое Вукчич, присъединявайки по този начин неговите земи към владенията си.
Освен законния си син Стефан Остоич, Остоя Котроманич имал и двама незаконородени синове – Радивой Остоич, който се ражда вероятно преди 1410 г. още по времето докато Остоя е бил женен за Куява Радинович, както и Стефан Томаш.